# Ankanahalli, Channarayapatna
Ankanahalli là một làng thuộc tehsil Channarayapatna, huyện Hassan, bang Karnataka, Ấn Độ.